# Iglesia de El Salvador (Herrín de Campos)
La iglesia parroquial de Herrín de Campos es un edificio construido en el siglo XVII, trazado por Sebastián de Agüero y construida en ladrillo y tapial, repartiendo su planta en tres naves separadas por pilares cilíndricos de orden toscano. La nave central está cubierta con bóveda de aristas, las laterales con cañón con lunetos y el tramo central del crucero con una cúpula baída sobre pechinas. 
La labor escultórica del retablo mayor, de traza monumental, data de 1720 y corrió a cargo del escultor Tomás de la Sierra, originario de El Bierzo pero establecido en Medina de Rioseco. En el banco de este retablo se pueden ver las escenas de la Adoración de los Pastores, la Adoración de los Magos, la Circuncisión y el Descanso en la Huida a Egipto. En la nave de la Epístola destaca un San Roque de buena calidad del siglo XVI y un retablo de comienzos del XVIII con interesantes pinturas de posibles seguidores de Murillo. En el sotocoro una Virgen con el Niño del XVI, con policromía barroca y estilo juniano. Entre la platería destaca una custodia rococó de mediados del siglo XVIII, salmantina, obra del platero Manuel García Crespo y el órgano barroco construido por el dominico organero Fray Cipriano Payueta en Valladolid en 1754, puesto en funcionamiento de nuevo en 1985.
- Datos: Q24262074
- Multimedia: Iglesia de El Salvador (Herrín de Campos) / Q24262074